# 司教杖

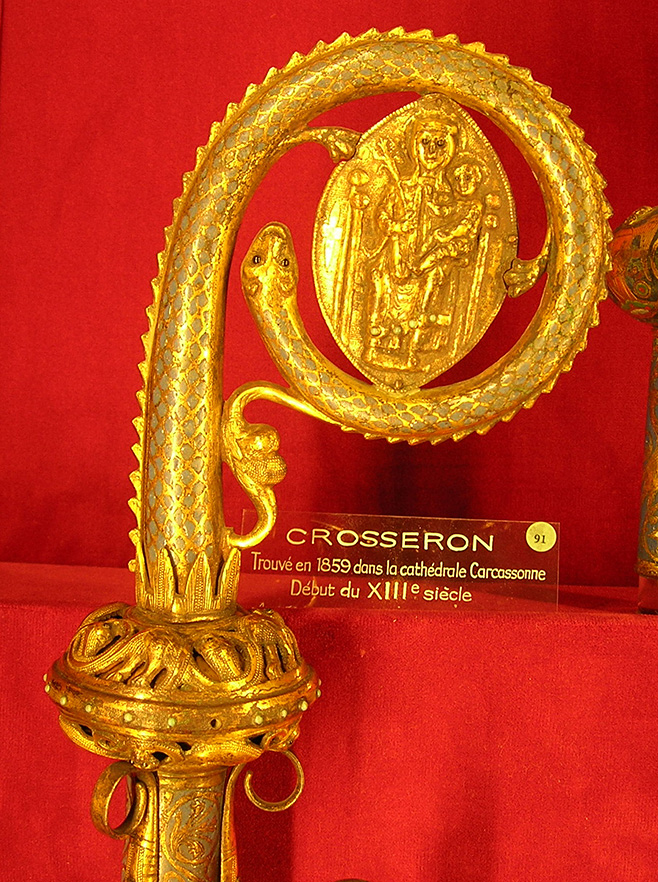
カトリック教会の黄金製の司教杖（13世紀・カルカソンヌ）

司教杖（しきょうじょう）は、司教（主教）が祭式の時に手に持つ杖のことである。牧杖、あるいはバクルス（ラテン語: baculus）ともいう。
典礼の冠のミトラ同様、司教（主教）の権能の象徴である。司牧者としてその教区の信徒を牧することを表すため、カトリック教会の司教杖は羊飼いの杖に似せて、先端が曲がったゼンマイのような形をしている。聖公会では牧杖あるいはパストラルスタッフという。